# Hans Haacke
Hans Haacke

Link zum Bild

Hans Haacke (* 12. August 1936 in Köln) ist ein deutscher Konzeptkünstler. Er erregte Aufsehen vor allem durch die politischen Aspekte seiner Arbeiten.

## Leben
Hans Haacke studierte von 1956 bis 1960 an der Staatlichen Werkakademie in Kassel. Er war von 1961 bis 1962 Fulbright-Stipendiat an der Tyler School of Art der Temple University in Philadelphia. Von 1967 bis 2002 war er Kunstprofessor an der Cooper Union for the Advancement of Science and Art in New York City. 1998 verlieh ihm die Bauhaus-Universität Weimar die Ehrendoktorwürde. Er lebt und arbeitet seit 1965 in New York.

## Werk
Schon Haackes frühe Arbeiten als Konzeptkünstler thematisierten Systeme und Prozesse. Er stellte in seinen Werken auch Interaktionen zwischen physikalischen und biologischen Systemen, Tieren, Pflanzen und Zuständen von Wasser und Wind dar (vgl. Condensation Cube, 1963–1965). Manche seiner Ansätze bewegten sich in Richtung der Land Art. Später wandte er sich mehr sozio- und kunstpolitischen Perspektiven zu. Haacke vertrat durchgängig seine kritischen Ansichten über Museen und Kunstgalerien, die aus seiner Sicht häufig von wohlhabenden Schichten zum Zweck der Manipulation und Verführung der Öffentlichkeit instrumentalisiert würden.
Die spektakuläre Absage seiner geplanten Einzelausstellung im Solomon R. Guggenheim Museum in New York im Jahr 1971, sechs Wochen vor der Eröffnung durch dessen damaligen Direktor Thomas Messer, machte Haackes Arbeit Shapolsky et al. Manhattan Real Estate Holdings, A Real Time Social System, as of May 1, 1971, die sich mit Immobilienbesitz und -spekulationen beschäftigt, zur Ikone der politischen Konzeptkunst. Die Leitung argumentierte sinngemäß, dass es sich dabei um eine spezifisch soziale Studie handle, die nicht Kunst sei. Spekuliert wurde immer wieder über Verstrickungen einzelner Trustees des Guggenheim Museums in die dokumentierten Immobiliengeschäfte. Der Kurator der Ausstellung, Edward Frey, der sich mit Haacke solidarisierte, wurde entlassen.
1974 eckte Haacke in Köln an: Er dokumentierte die Provenienz von Édouard Manets Spargelbündel, den Ankauf für die Kölner Sammlung auf Initiative des damaligen Fördervereinsvorsitzenden Hermann Josef Abs und dessen Rolle im Dritten Reich. Diese Dokumentation wurde vom Direktor des Wallraf-Richartz-Museums zur Projekt 74-Schau – mit dem vielsagenden Motto Kunst bleibt Kunst – nicht zugelassen.
Für die Haacke-Soloausstellung im Museum of Modern Art Oxford im Jahr 1978 entstand eine eigene Arbeit, A Breed Apart, die Kritik am Staatskonzern British Leyland übte, der Polizei- und Militärfahrzeuge in Rassentrennung praktizierende Staaten wie das damalige Südafrika exportierte. Seit den späten 1980er Jahren bediente sich Haacke zunehmend der Malerei und großer skulpturaler Installationen. Anlässlich seiner Ausstellung in der Londoner Tate Gallery 1988 wurde unter anderem ein Porträt der Premierministerin Margaret Thatcher gezeigt, das in „Nebenrollen“ die bekannten Kunstmäzene Maurice und Charles Saatchi präsentierte.
Haackes umstrittenes Gemälde eines rauchenden Cowboys von 1990 verwandelte ein klassisches Picasso-Bild in eine Zigarettenwerbung. Die Arbeit konnte auch als Reaktion auf die finanzielle Unterstützung der 1990er Kubismus-Ausstellung des Museum of Modern Art durch den Tabakkonzern Phillip Morris verstanden werden. Haacke veröffentlichte auch ein Buch über die Ideen und Praktiken hinter zeitgenössischer Konzeptkunst (Framing and Being Framed).

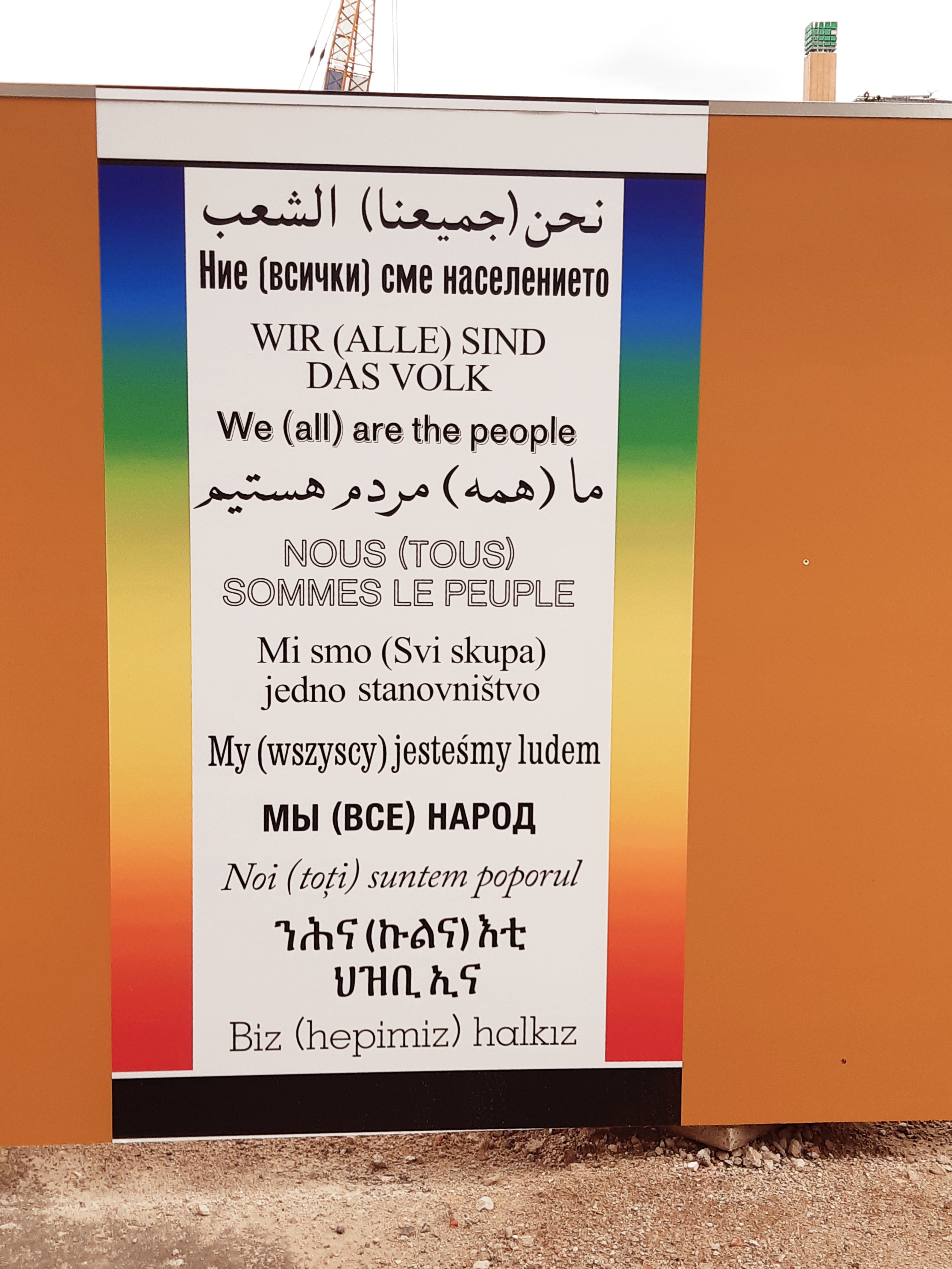
Plakat am Kulturforum

1993 teilte sich Haacke mit Nam June Paik den Goldenen Löwen für den Deutschen Pavillon der Biennale in Venedig. Haackes Installation Germania bezog sich auf die Wurzeln der Biennale in der Kulturpolitik des einstigen faschistischen Italien. 1995 tat sich Haacke mit Pierre Bourdieu zusammen: Eine Aufzeichnung ihrer Gespräche wurde in Buchform veröffentlicht („Free Exchange“), worin Haacke und Bourdieu ihr gemeinsames Interesse an den Beziehungen zwischen Kunst und Politik darstellten.
1999 verwirklichte er das Kunstprojekt Der Bevölkerung im deutschen Reichstagsgebäude. 2006 ließ Haacke im Rahmen einer Werk-Retrospektive für sein Kunstwerk Kein schöner Land. Weil sie nicht deutsch aussahen Fassadenfenster des Gebäudes der Akademie der Künste (Berlin) temporär mit Plakaten überkleben, auf denen die Schicksale von 46 Todesopfern rechtsextremer Gewalt in der Bundesrepublik Deutschland seit 1990 geschildert wurden.
Von März 2015 bis September 2016 war Haackes Gift Horse auf dem Trafalgar Square in London zu sehen: Das dargestellte Skelett eines Pferdes nimmt Bezug auf ein Werk von George Stubbs in der benachbarten National Gallery, um einen Vorderlauf ist ein „Geschenkband“ drapiert, das aus einem Liveticker mit den Aktienkursen des FTSE 100 besteht.
2021 gestaltete er einen Bauzaun am Kulturforum Berlin mit Plakaten, die den Satz „Wir (alle) sind das Volk“ in zwölf verschiedenen Sprachen zeigten.

## Ausstellungen (Auswahl)
- documenta in Kassel: Documenta 5 (1972), Documenta 7 (1982), Documenta 8 (1987), Documenta 10 (1997) und Documenta 14 (2017)
- 1978: Museum of Modern Art Oxford
- 1979: Stedelijk van Abbemuseum, Eindhoven
- 1984: Von hier aus – Zwei Monate neue deutsche Kunst in Düsseldorf (Gruppenausstellung)
- 1988: Tate Gallery
- 1989 und 2000: Centre Georges-Pompidou, Paris
- 2012: Werksschau im Museo Reina Sofía, Madrid
- 2019: New Museum of Contemporary Art, New York
- 2021: Mönchehaus Museum Goslar
- 2024: Schirn Kunsthalle Frankfurt

## Auszeichnungen
- 2004: Peter-Weiss-Preis der Stadt Bochum
- 2006: Rolandpreis für Kunst im öffentlichen Raum
- 2017: Roswitha Haftmann-Preis
- 2019: Arnold-Bode-Preis
- 2020: Goslarer Kaiserring

## Schriften (Auswahl)
- Hans Haacke: Framing and Being Framed. 7 Works 1970–75. Press of the Nova Scotia College of Art and Design, Halifax, N.S. / New York University Press, New York 1975, ISBN 0-919616-07-0.
- Pierre Bourdieu, Hans Haacke: Freier Austausch. Für die Unabhängigkeit der Phantasie und des Denkens. Übers. von Ilse Utz, Hans Haacke. S. Fischer, Frankfurt am Main 1995, ISBN 3-10-007803-9.